# Дзялошиці
Дзялоши́це (пол. Działoszyce) — місто в південній Польщі, на річці Нідзиця.
Належить до Піньчовського повіту Свентокшиського воєводства.

## Демографія
Демографічна структура станом на 31 березня 2011 року:
|          | Загалом | Допрацездатний вік | Працездатний вік | Постпрацездатний вік |
| -------- | ------- | ------------------ | ---------------- | -------------------- |
| Чоловіки | 497     | 86                 | 335              | 76                   |
| Жінки    | 537     | 81                 | 313              | 143                  |
| Разом    | 1034    | 167                | 648              | 219                  |